# Francisco Comesaña
Francisco Comesaña (Mar del Plata, 6 ottobre 2000) è un tennista argentino.
Nei tornei dell'ATP Challenger Tour si è aggiudicato alcuni titoli in singolare e in doppio. Il suo miglior piazzamento nel ranking ATP in singolare è il 54º posto raggiunto nell'agosto 2025, e non è andato oltre il 257º in doppio. Nel 2024 ha iniziato a giocare nei tornei del circuito maggiore e quello stesso anno ha raggiunto il terzo turno al torneo di Wimbledon e agli US Open.

## Carriera

### 2017-2021, inizi e primi titoli ITF
Fa le sue prime esperienze tra i professionisti nel 2017 in alcuni tornei dell'circuito ITF. Si mette inizialmente in luce in doppio e in questa specialità alza nel 2019 il suo primo trofeo da professionista vincendo in Argentina un torneo ITF M15. Per il primo titolo in singolare deve aspettare la fine del 2021, quando si aggiudica un torneo ITF M25 argentino. La sua prima esperienza nel circuito Challenger risale all'ottobre 2021, quando supera le qualificazioni al Challenger de Buenos Aires ed esce di scena al primo turno.

### 2022-2023, primi titoli Challenger e 117º nel ranking di singolare
Vince il primo titolo Challenger nel maggio 2022 al torneo di doppio degli Internazionali Città di Vicenza, dove in coppia con Luciano Darderi sconfigge Matteo Gigante / Francesco Passaro. Il mese successivo conquista i primi titoli in singolare (consecutivi) al Corrientes Challenger e al Challenger Tenis Club Argentino, superando in entrambe le finali Mariano Navone, e a luglio sale al 204º posto mondiale. Entra per la prima volta in un tabellone di qualificazione di un torneo del Grande Slam agli US Open e perde al primo incontro.
Nel marzo 2023 disputa gli ultimi tornei ITF in carriera e si concentra sui tornei Challenger, nel corso della stagione disputa quattro finali in singolare e vince quelle agli Internazionali Città di Vicenza e al Liberec Open. Torna a giocare le qualificazioni agli US Open e viene sconfitto al terzo e decisivo turno. A ottobre porta il miglior ranking alla 117ª posizione. Nel 2023 disputa l'ultimo torneo stagionale in doppio a maggio, dopo che il mese precedente aveva vinto il Challenger Tenis Club Argentino in coppia con Thiago Seyboth Wild.

### 2024, esordi nel circuito maggiore, vittoria su Rublëv e 84º nel ranking
La classifica raggiunta gli consente nel 2024 di ricevere wild card per tornei dell'ATP Tour, e a gennaio viene eliminato al primo turno nelle qualificazioni del Brisbane International. A Brisbane torna a giocare in doppio e, al suo esordio in un tabellone principale ATP, viene sconfitto in coppia con Seyboth Wild. Eliminato nelle qualificazioni agli Australian Open, debutta anche in singolare in un tabellone ATP al Córdoba Open ed esce nuovamente di scena al primo turno. Supera per la prima volta le qualificazioni in un torneo ATP al Rio Open, ed esce al primo turno dopo aver strappato un set al nº 22 del mondo Francisco Cerúndolo. Ad aprile vince il torneo più importante da inizio carriera al Challenger 125 di Oeiras superando in finale il francese Ugo Blanchet, risultato con cui fa il suo ingresso in top 100. A maggio si infortuna durante la semifinale del Challenger di Mauthausen, con i punti guadagnati sale all'87ª posizione mondiale ma deve rinunciare al Roland Garros, dove sarebbe entrato per diritto di classifica nel tabellone principale.
Torna a giocare dopo un mese e perde i primi tre incontri disputati, tra cui quello alle qualificazioni dell'ATP di Eastbourne, il primo disputato in carriera sull'erba. Come nº 122 del ranking, accede direttamente al tabellone principale di Wimbledon e diventa la prima grande sorpresa del torneo eliminando in quattro set il nº 6 del mondo Andrej Rublëv, nella sua prima vittoria nel circuito maggiore e su un top 10. Al secondo turno gioca per la prima volta un match di cinque set e si impone nel tie-break del parziale decisivo su Adam Walton prima di essere sconfitto in quattro set da Lorenzo Musetti. A fine torneo risale alla 100ª posizione. Supera le qualificazioni ed esce al primo turno all'Hamburg European Open. Accede al terzo turno anche agli US Open sconfiggendo in quattro set il nº 17 del mondo Ugo Humbert e raccoglie solo nove giochi contro Taylor Fritz. Torna nel circuito dopo un mese e vince in rimonta la finale al Challenger de Buenos Aires contro Federico Coria. A fine stagione vince il Challenger di San Paolo del Brasile sconfiggendo in finale Thiago Agustín Tirante e porta il miglior ranking all'84ª posizione.

### 2025: vittoria su Zverev e 54º nel ranking
Fa il suo esordio assoluto agli Australian Open ed esce di scena al primo turno. All'ATP 500 del Rio Open sconfigge Nicolás Jarry e soprattutto il nº 2 del mondo Alexander Zverev prima di cedere in tre set in semifinale ad Alexandre Müller. Torna in evidenza ad aprile raggiungendo i quarti di finale al Romanian Open, risultato con cui sale al 61º posto mondiale. Perde la finale al Challenger 125 di Oeiras contro Elmer Møller. Al Madrid Open elimina il nº 14 del mondo Arthur Fils ed esce al terzo turno per mano di Francisco Cerundolo. Al suo debutto al Roland Garros viene eliminato al primo turno sia in singolare che in doppio, segue la stessa sorte alla sua seconda esperienza a Wimbledon e perde diverse posizioni. Esce nei quarti allo Swiss Open Gstaad per mano di Alexander Bublik.
Sconfitto al secondo turno al Masters 1000 del Canadian Open, si spinge per la prima volta fino al quarto turno in un Masters 1000 al successivo Cincinnati Open eliminando tra gli altri il nº 34 del ranking Luciano Darderi; viene sconfitto da Rublëv e a fine torneo sale al 54º posto mondiale.

## Statistiche
Aggiornate al 18 agosto 2025.

### Tornei Challenger

#### Singolare

##### Vittorie (7)
| N. | Data          | Torneo                                              | Superficie  | Avversario in finale   | Punteggio        |
| 1. | Giugno 2022   | Corrientes Challenger, Corrientes                   | Terra rossa | Mariano Navone         | 6-0, 6-3         |
| 2. | Giugno 2022   | Challenger Tenis Club Argentino, Buenos Aires       | Terra rossa | Mariano Navone         | 6-4, 6-0         |
| 3. | Giugno 2023   | Internazionali Città di Vicenza, Vicenza            | Terra rossa | Pablo Llamas Ruiz      | 3-6, 6-2, 6-2    |
| 4. | Luglio 2023   | Liberec Open, Liberec                               | Terra rossa | Toby Kodat             | 6-2, 6-4         |
| 5. | Aprile 2024   | Oeiras Challenger, Oeiras                           | Terra rossa | Ugo Blanchet           | 6-4, 3-6, 7-5    |
| 6. | Ottobre 2024  | Challenger de Buenos Aires, Buenos Aires            | Terra rossa | Federico Coria         | 1-6, 7-6(7), 6-4 |
| 7. | Novembre 2024 | Torneio Internacional Masculino de Tênis, San Paolo | Cemento     | Thiago Agustín Tirante | 7-5, 4-6, 6-4    |

#### Doppio

##### Vittorie (2)
| N. | Data        | Torneo                                        | Superficie  | Compagno            | Avversari in finale                        | Punteggio'          |
| 1. | Maggio 2022 | Internazionali Città di Vicenza, Vicenza      | Terra rossa | Luciano Darderi     | Matteo Gigante Francesco Passaro           | 6-3, 7-6(4)         |
| 2. | Aprile 2023 | Challenger Tenis Club Argentino, Buenos Aires | Terra rossa | Thiago Seyboth Wild | Hernán Casanova Santiago Rodríguez Taverna | 6-3, 6(5)-7, [10-6] |

### Vittorie contro top 10 per stagione
| Stagione | 2024 | Totale |
| Vittorie | 1    | 1      |

| 2024 |                  |   |                             |             |    |                       |
| 1.   | Andrej Rublëv    | 6 | Torneo di Wimbledon, Londra | Erba        | 1T | 6-4, 5-7, 6-2, 7-6(5) |
| 2025 |                  |   |                             |             |    |                       |
| 2.   | Alexander Zverev | 2 | Rio Open, Rio de Janeiro    | Terra rossa | QF | 4-6, 6-3, 6-4         |